# Minojske palače
Minojske palače so bili ogromni gradbeni kompleksi, zgrajeni na Kreti v bronasti dobi. Pogosto veljajo za simbol minojske civilizacije in so sodobne turistične destinacije. Arheologi na splošno priznavajo pet zgradb kot palače, in sicer tiste v Knososu, Fajstosu, Malii, Galatasu in Zakrosu. Minojske palače so sestavljala večnadstropna krila, ki so obdajala odprto pravokotno osrednje dvorišče. Delile so skupen arhitekturni besednjak in organizacijo, vključno z značilnimi vrstami prostorov, kot sta »lustralni bazen« ali svetišče in stebrna kripta. Vendar pa je bila vsaka palača edinstvena in njihov videz se je dramatično spremenil, saj so jih skozi celotno življenjsko dobo nenehno preoblikovali.
Funkcija palač je tema nenehnih razprav v minojski arheologiji. Kljub sodobnemu izrazu 'palače' se splošno strinja, da niso služile predvsem kot kraljeve rezidence. Znano je, da so vsebovale svetišča, odprte površine za skupne praznike, industrijske delavnice, pa tudi skladišča za velike kmetijske presežke. Arhivi tablic z linear A in linear B kažejo, da so delno služile kot lokalna upravna središča.
Prve palače so bile zgrajene okoli leta 1900 pred našim štetjem kot vrhunec dolgotrajnejših družbenih in arhitekturnih trendov. Te prvotne palače so uničili potresi okoli leta 1700 pr. n. št., vendar so jih obnovili v večjem obsegu, nove palače pa so se pojavile na drugih mestih. Okrog leta 1450 pred našim štetjem je val nasilnih uničenj uničil vse palače razen Knososa, ki je bil sam uničen približno stoletje kasneje.

## Definicija in terminologija
Izraz 'palača' je uvedel Arthur Evans, ki je Knosos interpretiral kot rezidenco 'kralja-duhovnika'. Izraz se je na splošno ohranil kljub temu, da so kasnejši raziskovalci večinoma zavračali Evansovo razlago. Vendar so bili predlagani alternativni izrazi, vključno z dvorna stavba in stavba v središču dvora, ki označujeta stavbe glede na njihovo obliko, medtem ko ostajata nevtralna glede njihove funkcije. Številni drugi izrazi iz minojske arheologije vsebujejo podobna opozorila. Na primer, izraz lustralni bazen se pogosto uporablja za označevanje določene arhitekturne značilnosti, tudi učenjaki, ki ne menijo, da so bili uporabljeni za lustracijo.

## Arhitektura
Značilnost minojske palače je njena razporeditev večnadstropnih kril okoli pravokotnega osrednjega dvorišča. Poleg tega so si palače delile nadaljnji skupni arhitekturni besednjak vrst sob, slogov okraskov in skupnih teženj v postavitvi. Njihovi tlorisi so bili opisani kot 'labirintski', s hodniki, ki so pogosto krožni tudi med prostori, ki si delijo steno. Delijo podobne težnje v organizaciji, na primer, da imajo svoje glavne skladiščne prostore in industrijska območja v severnem in severozahodnem krilu. Palače so bile običajno v središču večjega naselja in niso vedno jasno razmejene od preostalega dela mesta.
Kljub skupnemu arhitekturnemu besednjaku je bila vsaka palača drugačna. Na primer, medtem ko imajo palače skupno splošno organizacijo, so njihovi specifični tlorisi edinstveni. Podobno, čeprav imajo enaka razmerja, se precej razlikujejo po velikosti. V neopalacijskem obdobju je bil Knosos dvakrat večji od Malie in Fajstosa ter trikrat večji od Galate in Zakrosa. Tudi palače so se skozi svojo življenjsko dobo dramatično spremenile, pri čemer so se mnoge njihove najbolj znane značilnosti pojavile šele v neopalacijskem obdobju.

### Centralno dvorišče
Minojske palače so bile organizirane okoli pravokotnega osrednjega dvorišča. V vsaki palači je imelo dvorišče razmerje 2:1, daljša stran pa je potekala v smeri sever-jug. Ta usmeritev bi povečala količino sončne svetlobe in usmerila pomembne prostore na notranji fasadi zahodnega krila proti vzhajajočemu soncu. Osrednja dvorišča so bila običajno poravnana z okoliško topografijo, zlasti z bližnjimi svetimi gorami. Na primer, palača v Fajstosu je poravnana z goro Ida, Knosos pa z goro Juktas. Osrednja igrišča v Knososu, Fajstosu in Maliji so bila po površini skoraj enaka, merila so približno 24 krat 52 metrov. Zakros je imel manjše osrednje dvorišče, približno 12 krat 29 metrov.
Osrednja dvorišča so uporabljali za obrede in festivale. Verjame se, da je eden od teh praznikov upodobljen na freski na tribuni, najdeni v Knososu. Oltarji, najdeni na dvoriščih nekaterih palač, kažejo na druge vrste ritualnih dejavnosti. Nekateri učenjaki so predlagali, da bi se skoki čez bike odvijali na dvoriščih, drugi pa so trdili, da tlakovanje ne bi bilo optimalno za živali ali ljudi in da bi omejene dostopne točke spektakel držale predaleč stran od javnega pogleda.

### Zahodna dvorišča
Zahodno dvorišče je bilo prostorno javno območje neposredno pred glavnim vhodom v palačo. Za razliko od osrednjega dvorišča je bilo zahodno dvorišče izven ograjenega prostora palače in je bilo zato lahko dostopno iz spodnjega mesta. V protopalacijskem obdobju so bila dvorišča obložena z dvignjenimi trikotnimi nasipi in okroglimi s kamni obloženimi jamami, ki so jih kopači poimenovali kouloures po okroglem kretskem pecivu. Kouloures so različno razlagali kot kašče, cisterne in sadilnice za sveta drevesa. Odstranili so jih, ko so zahodna dvorišča razširili v neopalacijskem obdobju.
Zahodna dvorišča so mejila na monumentalna zahodna pročelja palač, ki so se dvigala nad njimi. Tako kot njihove bližnjevzhodne predhodnice so bile tudi zahodne fasade prekinjene z vdolbinami, ki bi povečale spektakel javnih dogodkov. Zahodna dvorišča naj bi bila uporabljena za javne festivale, v nasprotju z osrednjimi dvorišči, kjer bi dogodki vključevali manjše občinstvo elit. Zdi se, da freska Svetega gaja prikazuje tak ritual v Knososu, zahodnem dvorišču, ki ga prepoznamo po nasipih.

### Minojska dvorana
Minojsko dvorano imenujejo 'bistvo minojske arhitekture'. Običajno jih najdemo na severnih straneh palač in so sestavljene iz glavne sobe, preddvorane in svetlobnega vodnjaka. Slednji je bil ločen od glavnega prostora z vrsto lesenih vrat, nameščenih na stebrih, imenovanih pregrada s slopi in vrati. Z odpiranjem ali zapiranjem vrat so lahko stanovalci nadzorovali svetlobo in pretok zraka, s čimer so dvorano spremenili v notranji ali zunanji prostor.
V samih dvoranah je bilo najdenih nekaj artefaktov, ki puščajo malo dokazov o dejavnosti, ki se je tam dogajala. Vendar pa je več primerkov v bližini arhivov tablic, kar povečuje možnost, da so bili uporabljeni kot zbirališča birokratov.

### Lustralni bazeni
Lustralni bazeni so majhne pravokotne komore, potopljene v tla okoliškega prostora. Do njih se pride po spuščajočem se stopnišču v obliki črke L in so na vrhu odprte, kar omogoča pogled na stanovalce od zgoraj. Vsaka palača je imela vsaj en lustralni bazen, Fajstos pa je imel štiri.
Predvideva se, da so jih uporabljali za obrede, zlasti glede na to, da so bile vsaj nekatere okrašene s freskami na versko temo. Vendar pa njihova natančna funkcija ni znana. Izraz lustralni bazen je skoval Arthur Evans, ki je v lustralnem bazenu v Knososu našel steklenice z mazilom in sklepal, da so ga uporabljali za rituale maziljenja. Poznejši raziskovalci so jih razlagali kot predhodnike adytona iz klasične dobe ali kot mesto iniciacijskega rituala. Druga hipoteza jih obravnava kot kopeli, čeprav nimajo odtokov in ne kažejo znakov preperevanja vode.
Lustralni bazeni so bili palačam dodani med prenovami, ki so zaznamovale začetek neopalacijskega obdobja (MM III, ok. 1750–1700 pr. n. št.). Prejšnji primeri obstajajo iz obdobja protopalacije, vendar so postali običajni in so prevzeli svojo kanonično obliko šele v obdobju novopalacija. Izginili so iz uporabe in so bili zapolnjeni v obdobju LM IB (okoli 1625–1470 pr. n. št.), sočasno s spremembo verske prakse na celotnem otoku, ki je privedla tudi do opustitve svetišč na vrhovih.

### Stebrne kripte
Stebrne kripte so bile majhne temne sobe z enim ali več kvadratnimi stebri v sredini. Ti stebri so bili pogosto z znakom dvojne sekire in so včasih spremljali kanale ali bazene, ki so jih morda uporabljali za žganje pijač. Običajno so bile nameščene na nižjih nivojih v bližini skladiščnih prostorov, pogosto neposredno pod kultno sobo. Včasih jih razlagajo kot analoge svetih jam, ki jih je ustvaril človek, kjer je bilo čaščenje pogosto osredotočeno okoli stalagmitov in stalaktitov, zarezanih z dvojno sekiro. Tako kot lustralni bazeni se v vilah pojavljajo tudi stebrne kripte. Vendar pa se pojavljajo tudi v grobnicah, kar nakazuje, da je bila njihova obredna uporaba morda povezana z mrtvimi. Tako kot pri lustralnih bazenih so te sobe v obdobju LM IB (okoli 1625–1470 pr. n. št.) prenehale biti v uporabi.

## Funkcija
Palače tradicionalno veljajo za sedeže združene politične, gospodarske in verske oblasti, ki je vodila prerazporeditveno gospodarstvo. Tako se njihov razvoj pogosto jemlje kot znak družbene razslojenosti in oblikovanja družbe na državni ravni na Kreti. Čeprav je to stališče med učenjaki še vedno razširjeno, so tudi dvomi. Zlasti se zdi, da so se funkcije palač spreminjale glede na čas in kraj, številne navidezno palačne funkcije pa so se izvajale tudi v drugih vrstah stavb. Tako ostaja vloga palač v minojski družbi predmet znanstvenih razprav.
Pisanje in pečati se pogosto jemlje kot dokaz za pogled na palače kot regionalna upravna središča. Dokumenti iz Knososa na primer nakazujejo, da je upravljal z velikimi čredami ovc v protopalacijskem obdobju, prav tako pa se zdi, da beležijo transakcije, ki so vključevale fige, olive, žitarice in druge pridelke. Kasnejši dokumenti v linearni pisavi B beležijo kmetijske presežke, ki daleč presegajo lokalne potrebe po preživetju, vključno z 960.000 litri žita iz kraja, imenovanega Da-wo. Vendar so pisanje in pečati nastali pred gradnjo palač in nikoli nista bila izključno zanje. Na primer, v palači v Fajstosu je manj dokazov o upravni birokraciji kot v stavbah brez palače v bližnji Agia Triadi. Podobno je tudi v obdobjih, kjer obstajajo jasni dokazi o prerazporeditvi na podlagi palač, še vedno obstajala gospodarska dejavnost zunaj nadzora palač.
Za razliko od bližnjevzhodnih stavb, ki so vplivale nanje, minojske palače niso bile varne trdnjave in so bile vsaj delno dostopne prebivalcem sosednjih mest. Podobno, medtem ko so bližnjevzhodne družbe imele ločene stavbe, ki so služile kot palače in templji, minojska arhitektura ne dela tako očitnega razlikovanja. Nekateri učenjaki so se spraševali, ali so bile te funkcije resnično združene pod eno streho ali pa smo palače nekako popolnoma napačno razumeli.
Podobno se zdi, da niso bili sedeži kraljev ali centralizirane oblasti. Pojavljajoči se dokazi kažejo, da so bile palače predvsem potrošniki in ne proizvajalci številnih dobrin, povezanih z njimi, kot je keramika Lončenina Kamares, čeprav je malo dokazov o proizvodnji na kraju samem v palačah. Velika izjema so uteži za statve, najdene v Knososu in Fajstosu.
Na splošno velja, da so bila dvorišča palač uporabljena za javne obrede, čeprav narava teh obredov ni znana. Ena od hipotez nakazuje, da so zahodna dvorišča uporabljali za praznik žetve. Ta pogled v veliki meri temelji na interpretaciji kouloures kot skladišč žita. Vendar je bila ta razlaga postavljena pod vprašaj na podlagi tega, da kouloures ni imel vrste pokrova ali podloge, ki bi bila potrebna, da bi žito ostalo suho.
Palače imajo obsežne skladiščne prostore, ki so jih uporabljali za kmetijske dobrine in namizno posodo. V palačah so bili shranjeni ogromni kompleti visokokakovostne namizne posode, pogosto proizvedene drugje. Na primer, posoda Kamares, najdena v Knososu, je bila verjetno izdelana v Mesari.

## Zgodovinski razvoj
Prve palače so na splošno datirane v obdobje MM IB, ok. 1925–1875 pr. n. št.. Njihov pojav je bil nenaden vrhunec daljših družbenih in arhitekturnih trendov in označuje začetek protopalacialne dobe. Protopalacialne palače so bile uničene okoli konca MM IIB (okoli 1700 pr. n. št.), očitno zaradi potresov. Nove palače so bile zgrajene med MM III (okoli 1750–1700 pr. n. št.), kar označuje začetek neopalacijskega obdobja, ki se pogosto obravnava kot zrela faza minojske civilizacije. Neopalacijske palače so bile uničene kot del vala nasilnih uničenj, ki so pretresle otok ob koncu LM IB, ok. 1470 pr. n. št. Po tem je samo Knosos nadaljeval z uporabo v monopalacijevem obdobju, v katerem je otoku vladala mikenska elita, ki je oblikovala hibridno 'mikensko' kulturo. Palača v Knososu je bila uničena na neznani točki približno stoletje pozneje, kar je pomenilo konec minojskih palač.

### Zgodnji predhodniki
Palače so bile zgrajene na lokacijah, ki so bile zelo dolgo pomembni skupni prostori. Zlasti skupna pojedina je potrjena na območjih bodočih osrednjih dvorišč in zahodnih dvorišč, ki segajo v neolitik. V zgodnjem minojskem obdobju so bila ta območja delno terasasta in okoli njih so bile zgrajene monumentalne stavbe. Te zgodnje stavbe so slabo razumljene, saj je bila večina njihovih ostankov izbrisana s kasnejšo gradnjo. Vendar pa so sledovi zgodnje gradnje v Knososu najdeni na celotnem območju kasnejše palače, vključno z odsekom dolgega zidu iz obdobja EM III (okoli 2200–2100 pr. n. št.), kar lahko kaže na razvoj mesta kot celote. V Maliji je zgodnjih ostankov dovolj, da so nekateri arheologi trdili, da je tam obstajala popolna palača v EM III (okoli 2200–2100 pr. n. št.) in morda celo predhodnica v EM II (okoli 2650–2200 pr. n. št.).
Ta zgodnji razvoj na lokacijah palač se je zgodil istočasno s podobnimi gradnjami na vrhovih svetišč in svetih jam. Ta razvoj dogodkov kaže, da so bile palače zgrajene kot del širšega vzorca prejšnjih tradicij, ki so bile institucionalizirane, pri čemer so določene skupine znotraj minojske družbe prevzele nadzor nad pomembnimi prostori in dejavnostmi, ki bi se tam odvijale. En predlog Stuarta Manninga ta družbeni razvoj pripisuje širitvi in posledičnemu krčenju mednarodne trgovine. V času EM II (okoli 2650–2200 pr. n. št.) so Minojci vzpostavili gospodarske povezave okoli vzhodnega Sredozemlja in ustvarili lokalno kulturo elitne konkurence prek uvoženega prestižnega blaga. Ko se je med EM III (okoli 2200–2100 pr. n. št.) mednarodna trgovina sesula, bi to blago postalo redko, kar bi povečalo status tistih, ki so obdržali in nadzorovali dostop do njega.

### Protopalacialne palače
Prve palače so na splošno datirane v MM IB (okoli 1925–1875 pr. n. št.). V tem obdobju so bile znane samo tri palače, in sicer tiste v Knososu, Fajstosu in Maliji. Med njimi je Fajstos najbolj jasen dokaz za to obdobje, saj so kasnejše prenove zakrile veliko dokazov na drugih dveh lokacijah. Zdi se, da je nanje vplivala bližnjevzhodna tradicija monumentalnih templjev in palač, ki so uporabljale zidane zidove za označevanje statusa stavbe. Vendar pa so Minojci slog prilagodili svojim namenom.
Protopalacijalne palače so bile velik arhitekturni dosežek, ki je sovpadal z velikimi gradbenimi projekti v mestih okoli njih. Vendar so bile manjše in manj zapletene kot njihovi neopalacijski nasledniki. Imeli so postavitev kvadrat v kvadratu, z manj notranjimi delitvami kot kasneje in morda jim manjkajo kasnejše značilnosti, kot so ortostatske in klesane fasade. Palače so bile v tem obdobju tudi bolj ločene ena od druge.[38][39]
Protopalacijalni palači v Knososu in Fajstosu sta bili uničeni ob koncu MM IIB (okoli 1700 pr. n. št.), bodisi zaradi potresov bodisi zaradi nasilja.

### Neopalacijske palače
Med neopalacijskim obdobjem so bile palače v Knososu, Fajstosu in Maliji obnovljene, nove pa so bile zgrajene v Zakrosu in Galati. V Knososu se je obnova začela med MM III (okoli 1750–1700 pr. n. št.), kmalu po uničenju prejšnje palače. Vendar pa so večji gradbeni projekti iz tega obdobja potekali med LM IA (okoli 1700–1625 pr. n. št.), zlasti Fajstos pa je bil morda do takrat zapuščen.
Neopalacijske palače so bile bolj mogočne od svojih predhodnic, njihova notranjost pa je bila bolj zapletena. Prenove so uvedle več notranjih delitev in hodnikov, ki so prejšnje gromozanske mase nadomestile z bolj členjeno postavitvijo. Notranjost je bila prav tako bolj prostorna in delitve bolj prepustne, s stebri in predelnimi stenami s slopi in vrati, ki so nadomestile prejšnje trdne zidove. Zdi se, da mnoge arhetipske značilnosti palače izvirajo iz tega obdobja, vključno z lustralnimi bazeni in freskami. So veliko bolj enotne v slogu kot njihovi predhodniki, zaradi česar znanstveniki sumijo, da jih je izdelala ista ekipa.
Neopalacijske palače so bile uničene ob koncu LM IB, z izjemo Knososa. V Knososu je bilo spodnje mesto požgano, sama palača pa ne. Ta uničenja so pripisali vojskovanju, bodisi notranjim uporom bodisi zunanjim napadom mikenskih Grkov.

### Končno palačno obdobje
V obdobju končne palače (LM II-IIIA, okoli 1470-1330 pr. n. št.) je bil Knosos obnovljen, medtem ko so druge palače ostale v ruševinah. V tem obdobju je Knososu vladala mikenska grška elita, ki je sprejela mešanico lokalnih minojskih kulturnih tradicij in tistih s celine. Številne najbolj znane sobe v palači so v tem obdobju dobile končno obliko, vključno s prestolno sobo in večino stanovanjskih četrti v vzhodnem krilu. Palača je bila obsežno preurejena z novimi freskami, ki so prevzele vidike celinske mikenske ikonografije. Te nove freske so opustile prejšnje minojske teme, kot so fantastični naravni prizori in ekstatični obredi, ter jih nadomestile s ščiti v obliki osmice in procesijami nosilcev poklonov. Vendar pa so novi vladarji nadaljevali tradicionalno knosoško uporabo bikov kot simbola moči. Biki se pojavljajo na tretjini ohranjenih fresk iz tega obdobja, zlasti na vhodih in v bolj razkošnih prostorih.
V tem obdobju so bili administrativni zapisi shranjeni v linearni pisavi B, ki dajejo posnetek palačne ekonomije. V nasprotju s široko razpršeno linearno pisavo A so večino napisov v linearni pisavi B našli v Knososu, kar kaže na koncentracijo politične in gospodarske moči. Plošče omenjajo 100 krajevnih imen, ki so videti gospodarsko povezana s Knososom. Na tabli so zapisane ogromne količine blaga, zlasti ovc in tekstila, pa tudi žita in drugih pridelkov. Količine daleč presegajo tisto, kar bi bilo potrebno za lokalno preživetje, kar nakazuje, da je palača upravljala živahno izvozno gospodarstvo.
Datum dokončnega uničenja Knososa ni jasen. Zdi se, da je pogorel ob koncu LM IIIA1 (okoli 1370 pr. n. št.) in morda ponovno ob koncu LM IIIA2 (okoli 1330 pr. n. št.). V zadnjih letih, verjetno med LM IIIB (okoli 1330-1200 pr. n. št.), je bila delno obnovljena kot zgolj utilitarna stavba. Nove freske niso bile naslikane, porušena stebrišča in predelne stene med slopi in vrati pa so nadomestili z minimalnimi zidovi iz ruševin. Hodniki so bili blokirani, elegantne sobe so bile spremenjene v skladišča in celo kultne sobe, ki so bile dodane, so bile postavljene na območja, kjer v prejšnjih časih ne bi bile.

### Po palačah
Ruševine palač so ostale vidne še dolgo po koncu minojskega obdobja. V starejši železni dobi so postali bogoslužni prostori na prostem, o čemer pričajo nahajališča votivnih darov. Kasneje so znotraj ruševin zgradili majhna svetišča, nekatera so se obdržala v rimski dobi. Medtem ko so bile zasebne hiše morda zgrajene na nekaterih mestih palače, kot je Fajstos, mesto Knosos iz klasične dobe nikoli ni poseglo v palačo, čeprav se je dramatično razširilo po okolici. Čeprav se zdi, da so mesta palač veljala za sveta, so bile ruševine same pogosto izkopane za spolijo.

## Palačam podobna arhitektura
Minojski arheologi na splošno rezervirajo izraz palača za pet struktur. Vendar pa številne minojske strukture kažejo nekatere značilnosti palače, drugih pa nimajo. John McEnroe je v študiji o minojski arhitekturi komentiral, da je »razločevanje med 'palatialnim' in 'ne-palatialnim' pogosto stvar stopnje«.

### Stavbe, podobne palačam
Monumentalne zgradbe v Petrasu, Zomintosu, Makrigialosu, Komosu, Monastirakiju in Arhanu so imele palačne značilnosti, kot so osrednja dvorišča, sicer pa se po obliki ali funkciji ne ujemajo s palačami.
V Gourniji je monumentalna neopalacijalna zgradba prevzela palačne značilnosti, vključno z javnim dvoriščem in fasado iz klesanega kamna, in je morda služila podobni upravni funkciji kot palače. Vendar se njena razporeditev in kakovost zidanja razlikujeta od kanoničnih palač.
Podobno velja za stavbo v Petrasu, ki meša klasične palačne značilnosti z značilnostmi, prevzetimi iz prejšnjih regionalnih arhitekturnih tradicij. Večnadstropna stavba je služila kot upravno središče z osrednjim sodiščem in arhivom. Bila je tudi utrjena, tudi s stražnimi stolpi. Imelo je osrednje dvorišče, čeprav majhno le 6 m krat 13 m, ki se je v poznejših fazah skrčilo na 4,9 m krat 12 m.
V Komosu je veličastna zgradba, znana kot stavba T, imela tlakovano pravokotno dvorišče, obdano z monumentalnimi krili, podobno kot palače. Po velikosti primerljiva s palačo v Fajstosu, je bila njena fasada  zgrajena iz največjih kleti, ki so jih uporabljali Minojci. Ker naj bi bil Komos politično odvisen od Fajstosa in Agie Triade, je prisotnost palačne arhitekture uganka. Po besedah kopača Josepha Shawa:

Ali bi relativno majhno in arhitekturno nezahtevno mesto, kot je Komos, lahko promoviralo in vzdrževalo tako ogromno zgradbo ali pa smo palače napačno razumeli? Morda niso bili tako redki niti niso služili tako velikim regijam, kot se na splošno domneva. Ali pa morda v T vidimo prilagoditev oblike palače za komercialne namene.

### Palatializacija
Med neopalacijskim obdobjem so običajne hiše prevzele značilnosti palačne arhitekture, vključno z minojskimi dvoranami, lustralnimi bazeni in zidarskimi oznakami. Ta trend se imenuje palatializacija. Predlagana sta bila alternativna izraza Knososifikacija in Versajski učinek, čeprav ni jasno, ali so gradbeniki posnemali Knosos. Čeprav zelo razpršene, palatializirane hiše nikoli niso bile norma. Večja naselja so praviloma imela vsaj eno palatializirano bivališče, vendar večina hiš ni bila palatializirana.